# Shariff Kabunsuan

Lage der Provinz Shariff Kabunsuan

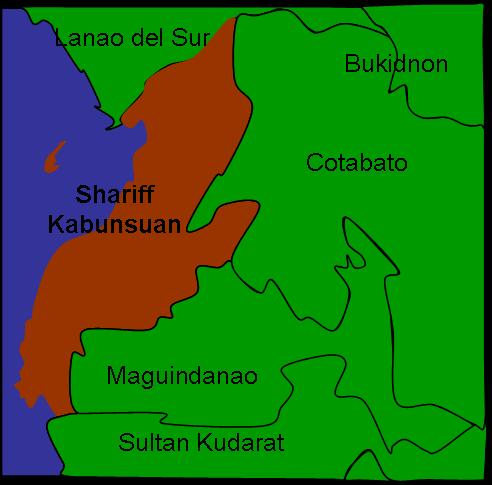
Lage der Provinz Shariff Kabunsuan

Shariff Kabunsuan war eine Provinz der Philippinen, die von 2006 bis 2008 aus zehn Stadtgemeinden (englisch Municipality, filipino: Bayan) des ehemaligen ersten Kongress Distrikt der Provinz Maguindanao neu gebildet wurde. Sie war die 80. Provinz der Philippinen und die sechste des Bezirks ARMM (Autonomous Region in Muslim Mindanao), bis das Oberste Gericht die Deklaration durch die ARMM für ungültig erklärte. Die Provinzverwaltung hatte ihren Sitz in der Gemeinde Datu Odin Sinsuat.

## Geographie
Shariff Kabunsuan grenzte im Norden an Lanao del Sur, im Osten an Cotabato, im Südosten an Maguindanao und mit seiner südlichen Spitze an Sultan Kudarat. Im Westen liegt der Golf von Moro.
Die Provinz umschloss das Stadtgebiet von Cotabato City, die Stadt selbst war jedoch unabhängig von der Provinz und gehörte politisch dem Bezirk SOCCSKSARGEN an.
Der Großteil des Gebietes der ehemaligen Provinz Shariff Kabunsuan ist bergig, ausgenommen die Gegend um Cotabato City an der Mündung des Mindanao Rivers, wie der Rio Grande de Mindanao an seinem Unterlauf genannt wird.

## Demographie und Sprache
Nach der Volkszählung aus dem Jahr 2000 lebten in Shariff Kabunsuan 365.848 Menschen.
Die muslimisch orientierte Volksgruppe der Maguindanaons macht den Großteil der Provinzbevölkerung aus. Die Einwohner von Cotabato City hingegen gehören zu 60 % den christlichen Religionsgemeinschaften an. Weitere ethnische Gruppen und Gemeinschaften sind die Tituray, die T'boli und die Manobo.
Die verbreitetsten Dialekte sind Maguindanaoan und Cebuano.

## Wirtschaft
Diejenigen Maguindanaons in Shariff Kabunsuan, die in den Flussebenen des Provinzlandes leben, sind traditionell Reisbauern. Neben dem Reis werden in der Region auch Weizen und Kokosnuss angebaut.
Der Mindanao River dient mit seinem breiten Flussdelta und seinen zahlreich angelegten Brackwasser-Teichen als Quelle des Trinkwassers und ist ein Ressort für zahlreiche Flussfischarten. Der Seefisch wird in der Bucht von Illana gefangen und auf den Märkten von Cotabato City vertrieben. Der Hafen von Polloc, 26 km nördlich der Stadt, ist zudem der wichtigste Hafen der Region.
Entlang der Küste sind neben den Fischern auch Händler anzutreffen. Diese vertreiben handwerkliche Produkte wie handgewebte Malongs, ein traditionelles Kleid, sowie Matten und Körbe.

## Verwaltungsgliederung
Shariff Kabunsuan unterteilte sich in elf eigenständig verwaltete Gemeinden.
Diese Gemeinden wiederum waren in insgesamt 209 Baranggays (Ortsteile) untergliedert.
Die Provinz gehörte einem Kongress Distrikt an.
| - Barira - Buldon - Datu Blah T. Sinsuat - Datu Odin Sinsuat (Dinaig) - Kabuntalan (Tumbao) - Matanog | - Northern Kabuntalan - Parang - Sultan Kudarat (Nuling) - Sultan Mastura - Upi |

## Klima
Die klimatischen Bedingungen sind durch mehr oder weniger starke Regenfälle charakterisiert, die das ganze Jahr hinweg auftreten können.
Im Vergleich zu anderen Provinzen des Landes hat Shariff Kabunsuan eine niedrige Anzahl von bedeckten oder bewölkten Tagen.

## Geschichte
Die Provinz ist benannt nach Shariff Mohammed Kabungsuwan aus Johore, einem arabisch-malaiischen islamischen Priester, der Ende des 15. Jahrhunderts das Sultanat von Maguindanao gründete und den Islam in der Region verbreitete.
Die Wähler von 29 Gemeinden in Maguindanao haben sich 2006 entschlossen, die Einrichtung der neuen Provinz Shariff Kabunsuan zu befürworten. Von den 500.000 registrierten Wählern favorisierten 285.372 die neue Provinz, lediglich 8.802 stimmten dagegen.
Mit ihrer Gründung am 28. Oktober 2006 war die Provinz Shariff Kabunsuan die 80. Provinz der Philippinen.
Sie war die erste Provinz, die nicht durch den philippinischen Kongress ernannt wurde, sondern alleine durch einen Beschluss, den Muslim Mindanao Autonomy Act Nr. 201, der der autonomen Regierungsvollmacht der ARMM entsprang. 2008 erklärte das Oberste Gericht die Schaffung für ungültig, da nur der Kongress jedoch nicht die ARMM neue Provinzen ernennen kann.